# Aspergillus viridinutans
Aspergillus viridinutans är en svampart som beskrevs av Ducker & Thrower 1954. Aspergillus viridinutans ingår i släktet Aspergillus och familjen Trichocomaceae.   Inga underarter finns listade i Catalogue of Life.